# Собор Рождества Богородицы (Козелец)
Собор Рождества Пресвятой Богородицы — православный собор и памятник архитектуры национального значения в Козельце.

## История
Постановлением Кабинета Министров УССР от 24.08.1963 № 970 «Про упорядочение дела учёта и охраны памятников архитектуры на территории Украинской ССР» («Про впорядкування справи обліку та охорони пам’ятників архітектури на території Української РСР») присвоен статус памятник архитектуры национального значения с охранным № 843 под названием Собор Рождества и колокольня.
Установлена информационная доска.

## Описание
Видный архитектурный памятник в стиле, совмещающем признаки украинского и елизаветинского барокко. Мастерское использование приёмов живописи, скульптуры и архитектурных форм создают торжественный и праздничный образ.
Сооружён в 1752—1763 годах по заказу Натальи Демьяновны Разумовской («Разумихи»), матери Алексея и Кирилла Разумовских. Архитекторы — Андрей Квасов и Иван Григорович-Барский.
Каменный, крестообразный в плане собор, 9-дильный. Имеет внутри четыре опорных столба, которые несут систему сводов и пять куполов, поставленных по диагонали как в древнерусских храмах. В первом ярусе двухэтажного храма находится усыпальница Разумовских. На второй ярус с трёх сторон ведут полукруглые крыльца с открытой колоннадой, завершённые шатёрными верхами. Утончённый лепной декор стен соединяет формы барокко, рококо и классицизма. В интерьере господствуют центральный купол и многоярусный резной из липы позолоченный иконостас XVIII века, созданный, по местному преданию, при участии архитектора Бартоломео Растрелли. 
Во время Великой Отечественной войны в храме немцами был организован лагерь для военнопленных и конюшня. Реставрирован в 1961—1982 годах.
Рядом с храмом находится четырёхъярусная колокольня в формах барокко, построенная в период 1766—1770 годы. Архитектор — А. В. Квасов. После пожара 1848 года двухъярусное завершение колокольни заменено куполом со шпилем. Кирпичная, оштукатуренная, ярусная композиция построения с глубоким подвальным помещением. Нижний ярус массивный и украшен рустами, три верхних яруса — пучками колонн по углам. В стенах ярусов высокие полуциркульные проёмы. Редкий по типу сооружения памятник со сложной планировочной и объёмно-пространственной композицией построения. Во время Великой Отечественной войны сильно пострадала. Отреставрирована в 1960 году.

## Галерея
- Соборная колокольня 1752-1766 г.г.
- Вид собора до реставрации (май 2002 года)
- 10-гривневая монета с изображением собора
- Интерьер нижнего зала
- Деревянный резной иконостас высотой 27 м.
- Храмовый комплекс - собор и колокольня